# Obsession fatale
 (juillet 2025).
Si vous disposez d'ouvrages ou d'articles de référence ou si vous connaissez des sites web de qualité traitant du thème abordé ici, merci de compléter l'article en donnant les références utiles à sa vérifiabilité et en les liant à la section « Notes et références ».
Pour le téléfilm de Steve Cohen, voir Obsession fatale.
Pour plus de détails, voir Fiche technique et Distribution.
Obsession fatale (Unlawful Entry) est un film américain réalisé par Jonathan Kaplan et sorti en 1992.

## Synopsis
Michael Carr et son épouse Karen sont victimes d'un brutal cambriolage. L'un des deux policiers venus prendre leur déposition, Pete Davis, tombe subitement amoureux de Karen. Cela va créer des tensions entre l'officier de police et Michael.

## Fiche technique
- Titre original : Unlawful Entry
- Titre français : Obsession fatale
- Réalisation : Jonathan Kaplan
- Scénario : Lewis Colick
- Musique : James Horner
- Photographie : Jamie Anderson
- Montage : Curtiss Clayton
- Décors : Lawrence G. Paull
- Costumes : April Ferry
- Production : Charles Gordon et Sulla Hamer
- Sociétés de production : JVC Entertainment, Largo Entertainment et Twentieth Century Fox
- Pays de production :  États-Unis
- Format : couleurs - 1,85:1 - Dolby Surround - 35 mm
- Genre : drame, thriller
- Durée : 117 minutes
- Dates de sortie :
  - États-Unis : 26 juin 1992
  - France : 23 septembre 1992
- Film interdit aux moins de 12 ans lors de sa sortie en France

## Distribution
- Kurt Russell (VF : Edgar Givry) : Michael Carr
- Ray Liotta (VF : Emmanuel Jacomy) : l'officier Pete Davis
- Madeleine Stowe (VF : Béatrice Agenin) : Karen Carr
- Roger E. Mosley (VF : Gérard Rinaldi) : l'officier Roy Cole
- Ken Lerner (VF : Jean-Luc Kayser) : Roger Graham
- Deborah Offner : Penny, l'amie de Karen
- Carmen Argenziano (VF : Jean-Pierre Leroux) : Jerome Lurie
- Andy Romano (VF : Jean Lagache) : le capitaine Russell Hayes
- Johnny Ray McGhee (VF : Jean-Michel Martial) : Ernie Pike
- Dino Anello : Leon, le dealer
- Sonny Carl Davis : Jack, le voisin
- Harry Northup : le sergent McMurtry
- Sherrie Rose (en) (VF : Marie-Laure Beneston) : la fille dans la jeep
- Ruby Salazar : Rosa, la prostituée
- Tony Longo : Big Anglo
- Dick Miller (VF : René Morard) : le policier receveur de documents
- Richard Narita (VF : Serge Faliu) : le détective Nobu (Nabu en VF)
- Chuck Bennett (VF : Edmond Bernard) : le juge Darabond
- Victor Brandt (VF : Michel Paulin) : Attorney Sam Gershon
- Bob Minor (VF : Med Hondo) : le détective Murray

## Autour du film
- Le tournage se déroule à Los Angeles du 25 octobre 1991 au 5 février 1992.
- À noter, une petite apparition de l'acteur Djimon Hounsou dans le rôle d'un prisonnier enchaîné sur un banc. Deux ans plus tard, il retrouvera Kurt Russell dans Stargate, la porte des étoiles (1994).
- L'industrie cinématographique de Bollywood réalisa le remake non officiel Fareb en 1996.
- En 1994, le cinéaste Jonathan Kaplan retrouva l'actrice Madeleine Stowe pour son film Belles de l'Ouest.

## Bande originale
- Pa la ocha tambo, interprété par Eddie Palmieri
- National Crime Awareness Week, interprété par Sparks
- Everybody's Free (To Feel Good), interprété par la chanteuse Rozalla
- Don't Go To Strangers, interprété par J.J. Cale
- Just A Little Dream, interprété par Eddie Palmieri

## Distinctions
- Nomination au prix du meilleur méchant pour Ray Liotta, lors des MTV Movie Awards en 1993.